# Sayyad-1
Die Sayyad-1 (deutsch: ‚Jäger 1‘) ist eine iranische Flugabwehrrakete, welche im Wesentlichen auf der sowjetischen Rakete S-75 Dwina basiert.

## Technische Beschreibung

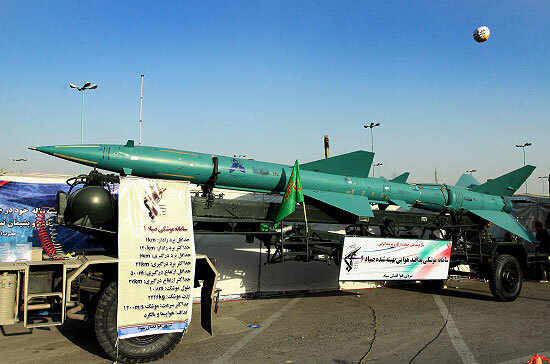
Sayyad-1 im Jahr 2012

Am 14. April 1999 erfolgte der erste erfolgreiche Test durch die iranische Armee. Ein Sprecher des iranischen Verteidigungsministeriums gab an, dass die Rakete nach Ali Sayyad Schirazi benannt wurde. Sayyad Schirazi starb 1999 bei einem Attentat. Die Sayyad-1-Rakete ist eine Kopie des chinesischen HQ-2-Systems, das eine modernisierte Version des sowjetischen S-75-Dwina-Komplexes aus den 1950er-Jahren ist. Andere Quellen vermuten zudem technologische Einflüsse von westlichen Raketen, wie den US-Flugkörpern MIM-23 HAWK und Standard Missile 1 (SM-1). Sowohl Hawk als auch SM-1 wurden vor der islamischen Revolution von den USA in den Iran geliefert.
Die Reichweite der Sayyad-1 wird auf 40–45 km geschätzt.
Iranische Staatsmedien stellen die Rakete als ein immer noch leistungsfähiges Luftverteidigungssystem dar. Weil der sowjetische „Großvater“ der Flugabwehrlenkwaffe aus den 1950ern stammt, ist davon auszugehen, dass auch die mutmaßlich modernisierte Variante Sayyad-1 wohl nicht den aktuellen Stand der Flugabwehrtechnik widerspiegelt.